# 24 تيميس
تيميس (أو 24 تيميس وفق تسمية الكوكب الصغير) (بالإنجليزية: 24 Themis)‏ هو كويكب ضمن حزام الكويكبات؛ وهو الكويكب الرابع والعشرون من حيث ترتيب الاكتشاف.
اكتشف أنيبال دي غاسباريس الكويكب في الخامس من أبريل سنة 1853؛ وأسماه تيميس، على اسم إحدى الآلهة وفق الأساطير الإغريقية.